# Rikard II., normanski vojvoda
Rikard II. Dobri (engleski Richard the Good, francuski Richard Le Bon) (963. – 1026.) bio je vojvoda Normandije (996. – 1026.) te sin Rikarda I. Neustrašivog i Gunnor. 
Ugušio je seljačku bunu i pomogao je francuskom kralju Robertu II. protiv vojvodstva Burgundije. Odbio je engleski napad na poluotok Cotentin koji je vodio anglosaksonski kralj Engleske Ethelred II. Nespremni. Proveo je reformu normanskih samostana.

## Brakovi
Prva žena Rikarda II. bila je Judita Bretonska. Ovo su Juditina i Rikardova djeca:
- Rikard III., normanski vojvoda
- Alisa, grofica Burgundije
- Robert I., vojvoda Normandije
- Eleonora, flandrijska grofica
- Vilim — redovnik
- Matilda

Rikard II. i njegova druga žena, Papie Envermeuska, dobili su Maugera i Vilima.

## Poveznice
- Vojvodstvo Normandija